# Phryganomima noctifer
Phryganomima noctifer is een vlinder uit de familie van de grasmotten (Crambidae). De wetenschappelijke naam van de soort is voor het eerst gepubliceerd in 1911 door Paul Dognin.
De soort komt voor in Colombia.